# Skoraczewiec
Skoraczewiec – część wsi Skoraczewo w Polsce, położona w województwie kujawsko-pomorskim, w powiecie sępoleńskim, w gminie Sośno.
W latach 1975–1998 Skoraczewiec administracyjnie należał do województwa bydgoskiego.